# Авдотцино Большое
 Авдотцино Большое — деревня в Лежневского районе Ивановской области. Входит в состав Шилыковского сельского поселения.

## География
Находится в юго-западной части Ивановской области на расстоянии приблизительно 9 км на северо-запад по прямой от районного центра поселка Лежнево.

## История
В 1859 году здесь (тогда деервня Ковровского уезда Владимирской губернии) было учтено 10 дворов.

## Население
Постоянное население составляло 55 человек (1859 год), 22 в 2002 году (русские 95 %), 22 в 2010.